# Sachin Nag
Sachindra Nag, detto Sachin (Varanasi, 5 luglio 1920 – Calcutta, 19 agosto 1987), è stato un pallanuotista e nuotatore indiano, che ha partecipato alle Olimpiadi di Londra 1948 e di Helsinki 1952.
Ha gareggiato nei 100 metri stile libero maschile e nella pallanuoto alle Olimpiadi estive del 1948, mentre a quelle del 1952, ha gareggiato solo nella pallanuoto.
Ai Giochi asiatici, ha vinto 1 oro nei 100m sl e 2 bronzi, rispettivamente nella Staffetta 4x100 sl e staffetta mista 3x100, tutte nell'edizione del 1951.